# Dingbé
Dingbé est une localité rurale au centre de la Côte d'Ivoire dans la région de l'Iffou. Cette localité est administrativement rattachée au département de Daoukro,.